# Talmont-sur-Gironde
Talmont-sur-Gironde és un municipi francès situat al departament del Charente Marítim i a la regió de la Nova Aquitània. L'any 2007 tenia 78 habitants.

## Demografia

### Població
El 2007 la població de fet de Talmont-sur-Gironde era de 78 persones. Hi havia 40 famílies de les quals 12 eren unipersonals (12 dones vivint soles i 12 dones vivint soles), 12 parelles sense fills, 8 parelles amb fills i 8 famílies monoparentals amb fills.
La població ha evolucionat segons el següent gràfic:
Habitants censats

### Habitatges
El 2007 hi havia 130 habitatges, 41 eren l'habitatge principal de la família, 84 eren segones residències i 5 estaven desocupats. 123 eren cases i 6 eren apartaments. Dels 41 habitatges principals, 37 estaven ocupats pels seus propietaris, 2 estaven llogats i ocupats pels llogaters i 2 estaven cedits a títol gratuït; 3 tenien una cambra, 3 en tenien dues, 6 en tenien tres, 11 en tenien quatre i 18 en tenien cinc o més. 22 habitatges disposaven pel capbaix d'una plaça de pàrquing. A 18 habitatges hi havia un automòbil i a 16 n'hi havia dos o més.

### Piràmide de població
La piràmide de població per edats i sexe el 2009 era:
| Homes | Edats   | Dones |
| ----- | ------- | ----- |
| 0     | 95 o +  | 0     |
| 0     | 90 a 94 | 4     |
| 0     | 85 a 89 | 4     |
| 0     | 80 a 84 | 0     |
| 8     | 75 a 79 | 4     |
| 4     | 70 a 74 | 4     |
| 4     | 65 a 69 | 4     |
| 0     | 60 a 64 | 0     |
| 0     | 55 a 59 | 8     |
| 0     | 50 a 54 | 4     |
| 0     | 45 a 49 | 4     |
| 8     | 40 a 44 | 4     |
| 0     | 35 a 39 | 0     |
| 0     | 30 a 34 | 0     |
| 4     | 25 a 29 | 0     |
| 0     | 20 a 24 | 4     |
| 0     | 15 a 19 | 0     |
| 4     | 10 a 14 | 0     |
| 0     | 5 a 9   | 0     |
| 4     | 0 a 4   | 0     |

## Economia
El 2007 la població en edat de treballar era de 46 persones, 31 eren actives i 15 eren inactives. De les 31 persones actives 27 estaven ocupades (15 homes i 12 dones) i 4 estaven aturades (1 home i 3 dones). De les 15 persones inactives 3 estaven jubilades, 2 estaven estudiant i 10 estaven classificades com a «altres inactius».
Activitats econòmiques
Dels 27 establiments que hi havia el 2007, 2 eren d'empreses alimentàries, 3 d'empreses de fabricació d'altres productes industrials, 2 d'empreses de construcció, 12 d'empreses de comerç i reparació d'automòbils, 7 d'empreses d'hostatgeria i restauració i 1 d'una empresa de serveis.
Dels 8 establiments de servei als particulars que hi havia el 2009, 1 era un paleta i 7 restaurants.
Dels 5 establiments comercials que hi havia el 2009, 2 eren botigues de roba i 3 botigues d'equipament de la llar.

## Poblacions més properes
El següent diagrama mostra les poblacions més properes.